# شروین‌کوه

شروین‌کوه یا جبال شروین نام کوهستانی است که در سده‌های نخستین هجری نقش مؤثری را در تاریخ طبرستان ایفا نموده‌است این کوهستان بخشی از جنوب خاوری مازندران (بر سر راه قومس به مازندران) بوده‌است و نام خود را از ملک الجبال شروین باوند فرمانروای طبرستان شرقی شامل هزارجریب غربی، فریم و سوادکوه و شهریارکوه گرفته‌است برخی مورخان با ناآگاهی جبال دیلم محل فرمانروایی شروین را در جنوب گیلان می‌دانند. حال آنکه در تاریخ ذکر گردیده که کوهستان فریم و دودانگه نیز به جبال دیلم موسوم بوده و در نواحی دیگری از البرز گاهی به جبال دیلم نامگذاری می‌شد.
زادگاه اسپهبد شروین دربردارندهٔ بلندی‌های جنوبی فریم نامور به شهریارکوه در جنوب ساری می‌باشد که از آبادی‌های مهم آن فریم، چاشم، آسران، هیکوه و … بوده‌است اعتمادالسلطنه در دورهٔ قاجار شلفین را همان شروین دانسته و سوادکوه را «کوهستان شروین» نام‌گذاری نموده‌است اما شروین مانند شهریار تنها یکی از فرمانروایان باوندی تبرستان بوده و نام کوهستان پس از هر امیر پرآوازه دگرگون می‌شده‌است و شهریارکوه و کوه شروین ناحیهٔ کوهستانی جنوب فریم یک ناحیه با نام فرمانروای زمان خود می‌باشند ضمناً ابن فقیه کوه شروین را نزدیک قومس (شهری نابود شده بین سمنان و دامغان) می‌داند که با مختصات کوه غیر معروف شلفین که در حاشیه غربی جاده تهران فیروزکوه و مازندران است همخوانی ندارد سخت‌گذرترین راه مازندران خاوری ازگردنهٔ شهمیرزاد و روستای چاشم و کوه معروف نیزوا به فریم بوده‌است ضمناً در تاریخ طبری در مورد چسبیدگی کوه شروین به سمنان جُستاری را عنوان نموده‌است که پایهٔ نام‌گذاری کتاب «التدوین فی احوال جبال شروین» را زیر سؤال می‌برد در تاریخ طبری ذکر شده‌است که حیان بن جبله با چهارده هزار کس به قومس فرستاد که کنار کوه‌های شروین اردو زند مطابق مستندات تاریخی مشخص می‌گردد شهریارکوه و کوهستان شروین یکی ست که در جبال فریم قرار داشته و دامنه آن تا حدود کومش (دامغان و سمنان) گسترش داشته‌است
اسپهبد شروین فرمانروای فریم در کوه‌های مشرف بر قومس، شهریارکوه بود و به «ملک الجبال» نیز آوازه داشت بر مسیر قومس (سمنان و دامغان) به مازندران قرار داشته‌است و امیرنشین آن شهر فریم بوده‌است که در قسمت شمالی قومس واقع بوده‌است که همچنان به دشت پریم شهرت دارد پس اعتمادالسلطنه به اشتباه شلفین را کوه شروین دانسته‌است امیرنشین کوه شروین فریم و آسران بوده‌است و جبال شروین با کوهستان شمالی شهمیرزاد و دودانگه فریم در جنوب ساری همخوانی دارد.